# Трумп, Петер
Петер Трумп (нем. Peter Trump, 3 декабря 1950, Франкенталь, ФРГ) — немецкий хоккеист (хоккей на траве), нападающий. Олимпийский чемпион 1972 года, трёхкратный чемпион Европы.

## Биография
Петер Трумп родился 3 декабря 1950 года в немецком городе Франкенталь.
На протяжении всей карьеры играл за «Франкенталь». В его составе три раза (1979—1980, 1983) выигрывал чемпионат ФРГ по хоккею на траве, пять раз (1980—1984) — по индорхоккею. В 1984 году стал обладателем Кубка европейских чемпионов.
В 1970 году дебютировал в сборной ФРГ.
25 мая 1972 года удостоен высшей спортивной награды ФРГ — «Серебряного лаврового листа».
В 1972 году вошёл в состав сборной ФРГ по хоккею на траве на Олимпийских играх в Мюнхене и завоевал золотую медаль. Играл на позиции нападающего, провёл 8 матчей, мячей не забивал.
В 1976 году вошёл в состав сборной ФРГ по хоккею на траве на Олимпийских играх в Монреале, занявшей 5-е место. Играл на позиции нападающего, провёл 4 матча, забил 1 мяч в ворота сборной Бельгии.
Вплоть до середины 80-х годов участвовал в крупнейших международных турнирах. На чемпионатах мира завоевал бронзу в 1973 году в Амстелвене и в 1975 году в Куала-Лумпуре. На чемпионатах Европы выиграл золото в 1970 году в Брюсселе, в 1978 году в Ганновере, серебро в 1974 году в Мадриде, бронзу в 1983 году в Амстелвене. Дважды был призёром Трофея чемпионов, выиграв серебро в 1980 году и бронзу в 1981 году в Карачи.
В индорхоккее стал чемпионом Европы в 1974 году в Западном Берлине, в 1976 году в Арнеме, в 1980 году в Цюрихе.
В 1970—1985 годах провёл за сборную ФРГ 213 матчей, в том числе 163 на открытом поле и 50 в помещении.
По окончании игровой карьеры стал тренером. Возглавлял «Франкенталь» и «Блау-Вайс» из Шпейера.

## Семья
Сын Петера Трумпа Андреас Трумп и племянник Кристиан Трумп играют в чемпионате Германии по хоккею на траве.

## Увековечение
26 августа 2011 года городской совет Франкенталя назвал новый трёхпольный спорткомплекс на Бендештрассе «Питер Трумп Холл».